# 베이컨 익스플로전

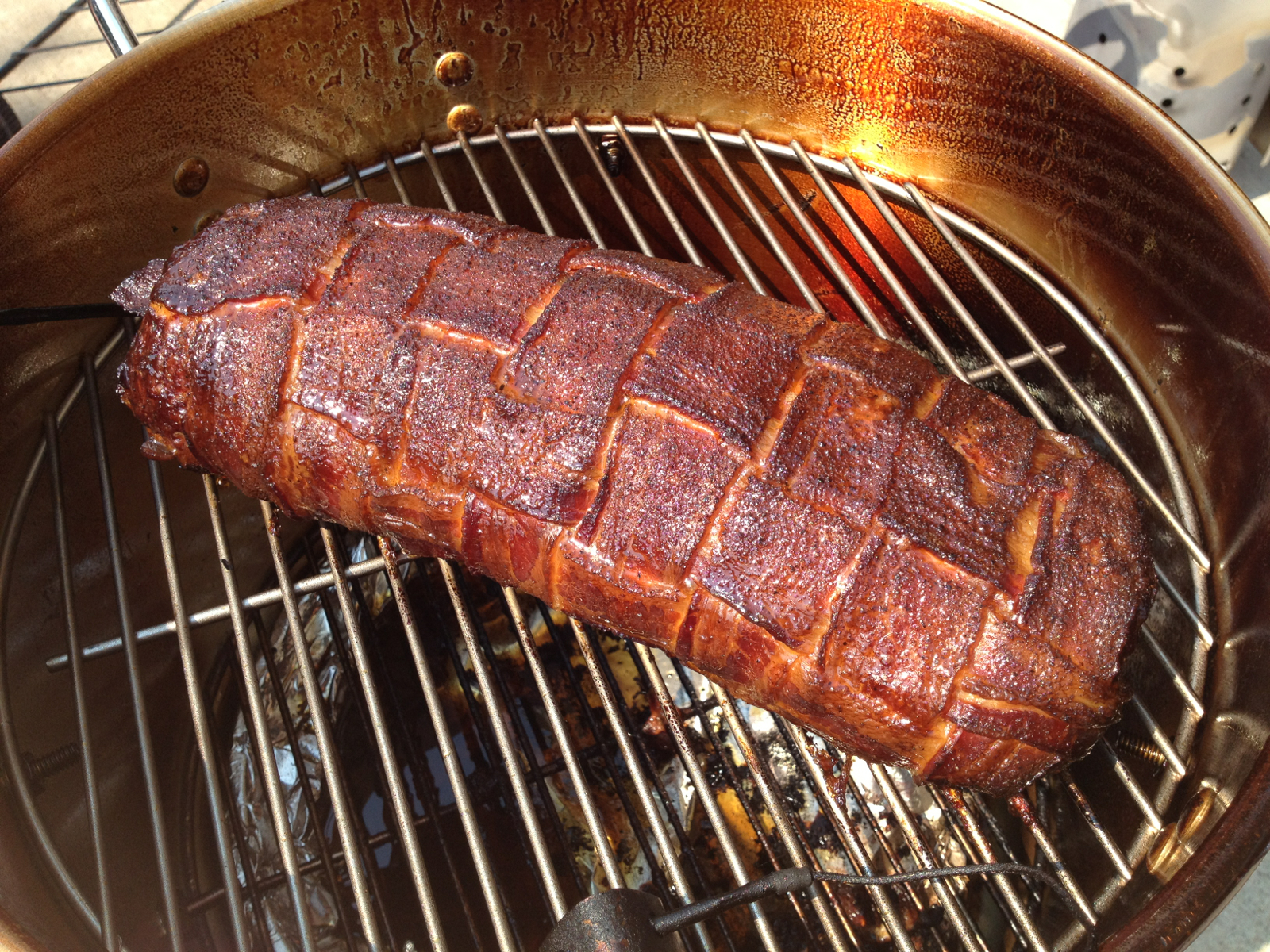
그릴 위의 베이컨 익스플로전

베이컨 익스플로전(Bacon Explosion)은 베이컨을 양념한 소시지와 잘게 썬 베이컨으로 감싼 돼지고기 요리이다. 이후 럭비공 크기의 접시를 훈제하거나 구워낸다. BBQ 어딕츠(Addicts) 블로그에 게시된 후 알려졌고, 이 요리에 대한 수많은 이야기가 주류 언론에 퍼졌다. 시간이 지나면서 기사에서는 인터넷 "버즈" 자체에 대해 논의하기 시작했다.
베이컨 익스플로전은 베이컨, 소시지, 바비큐 소스, 바비큐 시즈닝 또는 럽(rub)을 섞어 만든다. 베이컨은 소시지, 소스, 부서진 베이컨을 담기 위해 직조로 조립된다. 베이컨 익스플로전은 일단 굴린 후 요리(훈제 또는 구운 것)하고, 양념을 하고, 잘라서 제공된다. 베이컨 익스플로전의 제작자는 궁극적으로 "세계 최고의 바비큐 책"으로 2010 Gourmand World Cookbook Awards를 수상한 요리법을 담은 요리책을 제작했다. 베이컨 익스플로전은 2013년 블루리본 베이컨 페스티벌에서도 우승했다.